# Berlinerische Grammatik
Der Artikel Berlinerische Grammatik beschreibt die Grammatik  des Berliner Dialektes. Dieser entstand aus einem niederdeutschen Dialekt, der durch die Verwendungen der hochdeutschen Sprache und ihrer schriftsprachlichen Besonderheiten überformt wurde. Im Falle von Schriftsetzung wird gewöhnlich hochdeutsche Rechtschreibung verwendet.
Neben der offiziellen Schriftsprache finden sich inoffizielle Schriftsetzungen, die zur Wiedergabe von Texten des Berlinischen eingesetzt werden. Dies geschieht häufig in kurzen Glossen der Berliner Tageszeitungen, die insbesondere den Berliner Sprachwitz aufgreifen. Daneben gibt es einige wenige Bücher, die gänzlich im Berliner Dialekt geschrieben sind.
Je nach Art der Publikation wird die berlinische Schriftsetzung mal mehr, mal weniger abweichend von der hochdeutschen Rechtschreibung angesetzt. In der Regel versucht man, die Ähnlichkeit zur hochdeutschen Rechtschreibung zu erhalten, da auch den Berlinern nur diese aus dem Alltag geläufig ist. Man beschränkt sich dann auf wenige Grundregeln der Lautersetzung und eine begrenzte Liste von gänzlich ersetzten Wörtern (Berolinismen).
Daneben ist es möglich, die berlinische Schriftsetzung stark an den Klang anzulehnen. Dies ist schon deshalb problematisch, da die Aussprache im Umgang stark von Alter und Herkunft des Berliners abhängt. Noch dazu tendieren Berliner dazu, je nach Situation stärker berlinische oder standarddeutsche Lautung einzusetzen; sie passen sich dabei oft ihrem Gegenüber an.
Einige der hier dargestellten phonologischen Unterschiede gegenüber dem Standarddeutschen resultieren aus Lautverschiebungen, die im Berliner Dialekt nicht oder nur teilweise durchgeführt worden sind. Das Hochdeutsche pf ist beispielsweise aus dem Urgermanischen p entstanden, ch aus k, und ß bzw. z aus t, nicht umgekehrt. Diese urgermanischen Konsonanten sind in den berlinischen Wörtern Appel (vgl. standarddeutsch Apfel) und Schnute (vgl. standarddeutsch Schnauze) immer noch enthalten.

## Betonung
Betont wird bei deutschen und eingedeutschten Wörtern allgemein wie in der hochdeutschen Schriftsprache die Stammsilbe, also Púlle, Járten usw. Auch wird in zusammengesetzten Verben die Vorsilbe betont, wie beispielsweise in úffstehn, ránschanzen.
Bei Wörtern, die aus dem Französischen übernommen wurden, wird dagegen meistens auf die ursprüngliche Weise betont, also Budíke, Musíke, Trottwár. In Wörtern mit Suffixbetonung folgt das Berlinische weitestgehend dem Hochdeutschen. Besonderheiten liegen bei Ortsnamen vor: Während in Bayern Bérnau gesprochen wird, heißt es im Berliner Raum Bernáu, wie das auch bei anderen deutschen Bildungen (Friedenáu, Grünáu) üblich ist. Bei den häufig vorkommenden Ortsnamen, die slawischen Ursprungs sind, wird dagegen die Vorsilbe betont: Spándau, Stéglitz, Strálau, Tréptow. Auch zusammengesetzte Ortsnamen werden auf dem zweiten Glied betont, wenn es (mindestens) zwei Silben hat: Schönewéide, Friedrichshágen, Pichelswérder; siehe dagegen: Pichelsdorf, Friedrichshain und Schöneberg.
Die Akzentuierung des Berlinischen ist zurückhaltend. Die Tonbewegung ist schwach und der Tonfall gering ausgeprägt. Abstufung wird vor allem über die Tonstärke erreicht. Somit entsteht ein eher eintöniger Höreindruck bei einem im Vergleich zum übrigen deutschen Sprachgebiet hohen Sprechtempo.

## Phonologische Unterschiede zur hochdeutschen Standardsprache
Man beachte, dass die hier genannten Unterschiede aus der Sicht der Standardvarietät beschrieben werden. Diese Unterschiede rühren nicht nur von Veränderungen her, die der Berliner Dialekt erfahren hat, sondern auch von einigen, die das Hochdeutsche durchlaufen hat. Einige dieser Lautverschiebungen stammen noch aus althochdeutscher Zeit, z. B. die heutigen berlinischen Monophthonge ee und o, die von den germanischen Diphthongen ai bzw. au herrühren und im Althochdeutschen nur vor bestimmten Konsonanten monophthongiert worden sind.

### Z → SS
Das z [⁠ts⁠] kann zu ss [⁠s⁠] werden.
- zu Hause [tsuˈhaʊ̯zə] → ssu Hause [suˈhaʊ̯zə]

### R → A
Nach langem Vokal wird r zu einem kurzen a:
- wir [viːɐ̯] → wir, wia [viːa̯]
- Tür [tyːɐ̯] → Tür, Tüa [tyːa̯]

Die Ersetzung von -r zu -a ist so regelmäßig, dass die Ersetzung zumeist nicht transkribiert wird. Es verbleibt die hochdeutsche Rechtschreibung (wir, Tür) auch bei anderer Lautung.
Ein r nach kurzem Vokal wirkt auf den Vokal verlängernd. Im Vergleich zum Hochdeutschen ist dabei auffällig, dass der Vokal offen bleibt, obwohl er lang ausgesprochen wird. Im Schriftbild können solche Vokale durch Verdopplung des Vokals selbst und Verdopplung des folgenden Konsonanten dargestellt werden.
- Wort [vɔʁt] → Wort [vɔːa̯ʁt], Woat [vɔːt], Wooatt [vɔːa̯t]

Nach einem Schwundvokal (bzw. kurzem unbetontem Vokal) wird r zusammen mit dem Schwundvokal zu a.
- herbei [həʁˈbaɪ] → habei [haˈbaɪ]
- leider [ˈlaɪdəʁ] → leida [ˈlaɪda]
- habt ihr [ˈhaptiʁ] → habta [ˈhapta]

Auch diese Ersetzung ist so regelmäßig, dass sie zumeist nicht transkribiert wird.
Vorgenommen wird die Ersetzung nur am Ende eines Wortes, eigenständigen Wortteils oder Präfixes (wie beispielsweise ver in verbessern). So wird aus Handwerkerverband Handwerkavaband. Wörter wie Kerbe oder Berlin werden unverändert ausgesprochen.

### L → LH
Das l wird – wie im Berndeutschen und im Niederländischen, außer vor Vokal und am Wortende – zu dunklem (velarem) ł. Das ł klingt wie eine Mischung aus Schwundvokal Schwa und englischem w. Dies wird in der Regel nicht transkribiert.
- kalt [kalt] → kalt [kaɫt]
- halb [halp] → halb [haɫp]

Steht es vor einem Schwundvokal, wird l ebenfalls zu ł.
- alles [aləs] → allet [alət] → [aɫət]

Steht das stimmhafte l mit anderen stimmhaften Lauten wie d und g/j zusammen, so werden nachfolgende gekürzt, teils ganz ausgelassen:
- Entschuldigung [ɛntˈʃʊldɪgʊŋ] → Tschuldi’ung, Tschuldjung [ˈtʃʊɫjʊŋ]

### PF → P / F
Die Verbindung pf ist im Berlinischen sehr selten. Meistens wird sie anlautend zu f, inlautend und auslautend zu p.
- Pferd [pfeːɐ̯t] → Ferd, Fead [feːa̯t]
- Apfel [ˈapfl̩] → Appl [ˈapl̩]
- Kopf [kɔpf] → Kopp [kɔp]

Einige Worte erhalten ihr pf.
- Opfer → Oppa (vgl. niederländisches offer) – Oppa wäre ein älterer Herr (abgeleitet von Opa, d. h. von Großvater)

### M, BM, TM
Ein b fällt vor m aus. Dies geschieht im Berlinischen sehr häufig, da die Endung -em durch den Ausfall des Schwundvokals zu -m verkürzt wird.
- grobem [ˈgroːbəm] → grobm, groom [ˈgroːʔm̩]

Ebenso werden d und t angeglichen.
- jedem [ˈjeːdəm] → jedm, jeem [ˈjeːʔm̩]

Hierbei wird anstelle des t ein Knacklaut gesprochen, so als würde das m ein neues eigenständiges Wort sein. Einfacher gesagt, das t wird wie ein p gesprochen.
- atmen [ˈaːtmən] → atmen, apmen [ˈaːʔmən]

### N, DN, GN
Ein b fällt vor n aus. Jedoch wird hierbei das n zu m.
- haben [ˈhaːbən] → habn, habm, haam [ˈhaːʔm̩]

Ein p fällt vor n zwar nicht aus, das n wird jedoch zu m. (Kompliziert gesagt, fällt das p schon aus, und ein Knacklaut bleibt übrig.)
- hupen [ˈhuːpən] → hupn, hupm [ˈhuːʔm̩]

Vor ft wird n ebenfalls zu m.
- Auskunft [ˈaʊ̯skʊnft] → Auskumft [ˈaʊ̯skʊɱft]

Ein d fällt vor n aus.
- jeden [ˈjeːdən] → jedn, jeen [ˈjeːʔn]

Nach g, k, ch („ach“-Laut) und ng wird n zu ng. Hierbei fällt das g oftmals aus.
- legen [ˈleːgən] → legn, legng, leeng [ˈleːʔŋ̍]
- hocken [ˈhɔkən] → hockn, hockng [ˈhɔkŋ̍]
- machen [ˈmaxən] → machn, machng [ˈmaxŋ̍]
- singen [ˈzɪŋən] → singn, singng [ˈzɪŋŋ̍]
- sagen [ˈzaːgən] → sagn, sagng, saang [ˈzaːʔŋ̍]

Das n kann jedoch dann wieder gesprochen werden, wenn das Wort mit Vokal, einem d oder einem t fortgesetzt wird.
- Signal [zɪˈgnaːl] → Signal, Singnal [zɪˈŋnaːl]
- Abend [ˈaːbn̩t] → Abnd, Abmnd, Aamnd [ˈaːmn̩t]
- eigentlich [ˈaɪ̯gn̩tlɪç] → eigntlich, eigngtlich, eingntlich [ˈaɪ̯ŋn̩tlɪç]

### G → GH / J
Das g wird nach Vokal zu einem frikativen Laut. Stimmhaft wird es dann nach e, i, ä, ö, und ü zu j, und nach a, o und u zu einem r / gh, ähnlich dem arabischen غ (gheyn).
- Liege [ˈliːgə] → Lieghe, Lieje [ˈliːjə]
- Frage [ˈfʁaːgə] → Fraghe, Frare [ˈfʁaːʁə]

Stimmlos wird frikativ gewordenes g dann dementsprechend zu einem Ich-Laut oder einem Ach-Laut:
- liegt [liːkt] → lieght, liecht [liːçt]
- fragst [fʁaːkst] → fraghst, frachst [fʁaːxst]

In der hochdeutschen Endung -ig ist diese Veränderung bereits vorhanden. Wird das Wort nach -ig fortgesetzt, bleibt das g, wie auch im Hochdeutschen, plosiv, wird also nicht frikativ.
- Königreich → Könichreich

Auslautendes g verkürzt ein vorhergehendes a oder u.
- Tag [taːk] → Tagh, Tach [tax]
- Zug [tsuːk] → Zugh, Zuch [tsʊx]

Anlautend kann g immer zu j werden, jedoch bei jüngeren Sprechern seltener vor r, l, o und ei.
- genau [gəˈnaʊ̯] → jenau [jəˈnaʊ̯]
- gar [gaːɐ̯] → jaa [jaː]
- grün → jrün

### CH → SCH, J
Als Ich-Laut kann ch zu sch werden.
- ordentlich [ˈɔʁdn̩tlɪç] → oadntlïsch, oonntlüsch [ˈɔːn̩tlʏʃ]

Bei schnellerem Sprechtempo können die Nachsilben -lich und -ig beide stimmhaft werden, also zu -lij und -ij. Dies wird, wenn überhaupt, mit einem Apostroph transkribiert.
- richtig [ˈʁɪçtɪç] → rïchtij, rüchti’ [ˈʁʏçtɪʝ]
- wirklich [ˈvɪʁklɪç] → wïrklij, würkli’ [ˈvʏʁklɪʝ]
- gleich [glaɪ̯ç] → gleij, glei’ [glaɪ̯ʝ]

Auch mich, dich, sich und nich können dann stimmhaft enden.
- mich [mɪç] → mij, mi’ [mɪʝ]

### H → J
Zwischen Vokalen wird h zu j, was jedoch in der Regel nicht transkribiert wird.
- Ehe [ˈeːhə] → Ehe, Eje [ˈeːjə]
- Wenn ich das schon wieder sehe … → Wenn ick dit schon wieda sehe..., Wennik dit schon wieda seje …

### E
Vor Konsonant fällt e als Schwundvokal in der Regel aus.
- Deckel [ˈdɛkəl] → Deckl [ˈdɛkl̩]
- bessere [ˈbɛsəʁə] → bessre [ˈbɛsʁə]

Insbesondere wird aus einem unbetonten er als letzte Silbe am Wortende (bzw. am Ende eines Wortteils) ein a, denn das r wird nach Vokal zu a, und das e fällt aus. Dies wird nicht immer transkribiert.
- besser [ˈbɛsəʁ] → besser, bessa [ˈbɛsa]
- verbessern [fɛɐ̯ˈbɛsɐn] → verbessern, vabessan [faˈbɛsan]
- herbei [hɛɐ̯ˈbaɪ̯] → herbei, habei [haˈbaɪ̯]

Ein e fällt jedoch nicht nach r, chn, tm aus.
- interessant → intressant → interssant
- rechnen → rechnen → rechnn
- atmen → atmen → apmen → apmn

Nach kurzem i oder u wird sogar ein Schwundvokal eingefügt.
- Teil [taɪ̯l] → Teil, Teiel [ˈtaɪ̯əl]
- aus [aʊ̯s] → aus, aues [aʊ̯əs]

Nach Doppel-n wird -en apostrophiert. Das n wird dabei doppelt ausgesprochen.
- können [kœnən] → könn’ [kœnː]

### Ä → E
Ein ä wird im Berlinischen immer wie ein e gesprochen.
- Mädchen [ˈmɛːtçən] → Mädchen, Medchen [ˈmeːtçən]

Aus diesem Grunde wird ein kurzes e durch ein darauf folgendes r nicht gelängt, da dies phonetisch einem ä entsprechen würde. Stattdessen wird ein kurzes e vor r lang gesprochen.
- fern [fɛʁn] → fern, fean [feːɐ̯n]

### EI → EE
ei [aɪ̯] wird oft zu ee [eː] (Monophthongierung), und zwar wenn es dem mittelhochdeutschen ei entspricht:
- allein [alˈaɪ̯n] → alleïn, alleen [aˈleːn]
- drei [draɪ̯] → dree (hier entspricht das ei dem mhd. î)

### I → Ü
Offenes i kann zu einem ü tendieren.
- Fisch [fɪʃ] → Fïsch, Füsch [fʏʃ]
- nichts [nɪçts] → nïscht, nüscht [nʏʃt]
- Milch [mɪlç] → Mïlsch, Mülsch [mʏlʃ]

Die Transkription der Lautung auf ü ist selten und meistens auf feststehende Formen wie nüscht beschränkt. In anderen Fällen verbleibt die hochdeutsche Rechtschreibung bei anderer Lautung, vgl. „Licht“ [lɪçt].

### E → Ö
Offenes e kann zu einem ö tendieren.
- Die Zahl 11: elf → ölf

Nach anderer Meinung bleibt das offene e ein e. Beim Zahlwort elf handelt es sich um eine Anlehnung ans Sächsische, der Urberliner würde eher elwe sagen (vgl. schw. elva).

### AU → OO
au [aʊ̯] wird oft zu oo [oː] (Monophthongierung), und zwar wenn es dem urgermanischen au entspricht:
- auch [aʊ̯x] → åuch, ooch [oːx] (<Urg. *auk)
- aus [aʊ̯s] → oos (hier entspricht das au dem urg. û: *ût)

## Wortbildung
Wörter können zusammengezogen werden und verändern sich dabei. Einige dieser Formen sind so auffällig, dass sie im Berlinischen ins Schriftbild transkribiert werden. Es handelt sich hierbei typischerweise um Personalpronomen und Artikel, die wie Nachsilben an Verben und Konjunktionen angehängt werden.
| ich [ɪç] → ick, -ik [ɪk]            | kann ich [ˈkanɪç] → kann ick → kannik [ˈkanɪk]                                                                            |
| du [duː] → du, -de [də] / e [⁠ə⁠]     | wenn du [ˈvɛnduː] → wenn du, wennde [ˈvɛndə]; hast du [ˈhastd̥u] → hast du, haste [ˈhastə]                                 |
| er [eːɐ̯] → er, -a [⁠a⁠]               | will er [ˈvɪlˀeːɐ̯] → will ea, willa [ˈvɪla]                                                                               |
| sie [ziː] → sie, -se [zə]           | will sie [ˈvɪlziː] → will sie, willse [ˈvɪlzə]                                                                            |
| es [ɛs] → it, -et [ət]              | so ist es [zoː ɪst ɛs] → so is it, so isset [zoː ɪsət]                                                                    |
| wir [viːɐ̯] → wia, -wa [va]          | haben wir [ˈhaːbn̩ˌviːɐ̯] → habn wia, habnwa, haamwa [ˈhamva] (→ hamma [ˈhamma])                                            |
| ihr [iːɐ̯] → ia, -a [⁠a⁠]              | wisst ihr [ˈvɪstiːɐ̯] → wisst ia, wissta [ˈvɪsta]                                                                          |
| sie [ziː] → -se [zə]                | sehen Sie [ˈzeːənziː] → sehn Sie, sehnSe [ˈzeːnzə]                                                                        |
| mir [miːɐ̯] → -ma [ma]               | kannst du mir [ˈkanstd̥uˌmiːɐ̯] → kannst du mia, kannstema [ˈkanstəˌma], kannstema = kannst du mal                          |
| dir [diːɐ̯] → -da [da]               | wenn ich dir [ˈvɛnɪçˌdiːɐ̯] → wenn ick dia, wennikda [ˈvɛnɪkˌda]                                                           |
| ihm [iːm] → -m [m̩]                  | habe ich ihm [ˈhaːbəɪçˌiːm] → hab ick ihm, habbikm [ˈhabɪkm̩]                                                              |
| ihr [iːɐ̯] → -a [a̯]                  | wollte er ihr [ˈvɔltəˌˀeːɐ̯ˌˀiːɐ̯] → wollte ea ia, wolltaa [ˈvɔltaˀa̯]                                                       |
| mich [mɪç] → mich, -mij, -mi’ [mɪʝ] | als sie mich [ˈalsˌz̥iːˌmɪç] → als sie mich, alssemij, alssemi’ [ˈalsəˌmɪʝ] (oder alssema = als sie mir, siehe Akkudativ)  |
| dich [dɪç] → dich, -dij, -dij [dɪʝ] | hast du dich [ˈhastˌd̥uˌdɪç] → hast du dich, hastedij, hastedi’ [ˈhastəˌdɪʝ] (oder hasteda = hast du dir, siehe Akkudativ) |
| ihn [iːn] → -n [n̩]                  | will ich ihn [ˈvɪlɪçˌiːn] → will ick ihn, willikn, willikng [ˈvɪlɪkŋ̍]                                                     |
| sich [zɪç] → -sij [sɪʝ]             | da kann er sich [daˈkaneːɐ̯ˌzɪç] → da kann ea sich, da kannasij, da kannasi’ [daˈkana̯ˌsɪʝ]                                 |
| dem [deːm] → dem, -m [m̩]            | zu dem [ˈtsuːdeːm] → zu dem, zum [tsʊm]                                                                                   |
| den [deːn] → -n [n̩]                 | zu den [ˈtsuːdeːn] → zu den, zun [ˈtsuːn̩]                                                                                 |
| der [deːɐ̯] → -a [a̯]                 | zu der [ˈtsuːdeːɐ̯] → zu dea, zur [ˈtsuːa̯]                                                                                 |

Gegebenenfalls wird das Trägerwort der Liaison der Aussprache angepasst, um eventuell die Stimmlosigkeit des Auslauts oder die Kürze des Vokals zu verdeutlichen.
- hat er [ˈhatˀeːɐ̯] → hatta [ˈhata]
- ob ich [ˈɔpɪç] → ob ick → obpik [ˈɔpɪk]
- mit dem [ˈmɪtd̥eːm] → mittm, mitpm [ˈmɪpm̩]
- mit der [ˈmɪtd̥eːɐ̯] → mitta [ˈmɪta]
- in der [ˈɪndeːɐ̯] → inna [ˈɪna]

Der Auslaut des Trägerwortes kann in einigen Fällen verschwinden. Ist der ausfallende Auslaut ein n, so wird -ik zu -ink.
- Dazu hättest du doch auch noch einmal etwas sagen können. [ˈdaːtsuː ˈhɛtəstˌd̥uːˌdɔx ˈaʊ̯xˌnɔx ˈaɪ̯nmaːl ˈɛtvas ˈzaːgn̩ˌkœnən]

→Da hettste do’ oo’ no’ ma’ wat ssu saang könn’. [daː ˈhɛtsˌtə dɔː ˈoːnɔma vat suː ˈsaːŋ̍ kœnː]
- wenn man [ˈvɛnˌman] → wemman / we-man [ˈvɛman]

## Syntax

### Pronomen

#### Ersetzen von Personalpronomen
Im Berlinischen wird wesentlich häufiger ein Demonstrativpronomen statt eines Personalpronomens benutzt.
- it → dit (it regnet → dit regnet)

#### „hier“ und „da“ statt „dieset“ und „jenet“
Gebräuchlicher als diesa, diese und dieset sind der hier, die hier und dit hier. Ebenso hört man häufiger der da, die da und dit da als jena, jene und jenet.
- Gibst du mir jenes Buch? → Jibste mir dit Buch da?

#### Wegfall am Satzanfang
Personalpronomen, Demonstrativpronomen und da können am Satzanfang ausfallen, wenn der Kontext klar ist.
- Ick hab keene Ahnung. → Hab keene Ahnung. → Keene Ahnung.
- Dit ha’ik do’ jewusst. → Ha’ik do’ jewusst.
- Da warik schon. → Warik schon.
- Jedient? (statt „Haben Sie gedient?“)

#### Auftrennung von Pronomen und Partikel
Verbindungen wie woher werden im Berlinischen öfter als im Hochdeutschen aufgetrennt.
- Woher kommst du? → Wo kommste her?
- Davon habe ich nichts. → Da ha’ ik nüscht von.

Beginnt die Partikel mit einem Vokal, sodass zwischen da bzw. wo und der Partikel ein r eingefügt werden muss, beginnt nach der Auftrennung die Partikel mit dr.
- Daraus mache ich mir nichts. → Da machikma nüscht draus.

### Deklination
Die berlinische Deklination verwendet die gebeugten Formen des Hochdeutschen. Die Verwendung unterscheidet sich jedoch deutlich. Im Berlinischen existiert keine grammatikalische Unterscheidung von Dativ und Akkusativ, sodass die hochdeutschen Beugungsformen wahlweise erscheinen können. Der auch im Hochdeutschen erscheinende Trend, viele Genitivformen nach Präposition durch eine Dativform zu ersetzen, ist im berlinischen Sprachgebrauch fast durchgehend und greift auch auf präpositionsfreie Wendungen über.

#### Akkusativ-Dativ-Gleichklang
Die mangelnde Unterscheidung des Berliners zum Einsatz eines Dativs oder Akkusativs ist sprichwörtlich. Schon im letzten Jahrhundert entstand das geflügelte Wort von
„Mir“ und „mich“ verwechs’l ick nich,
dit kann mich nich passier’n.
Oder
„Mir“ und „mich“ verwechs’l ick nich,
dit kommt bei mich nich vor,
meen Köta looft nich mit mit mich,
und rennt mich weg durchs Tor.
Oder
Wennde nich weeßt ob „mir“ oder „mich“,
denn kommste zu mich und frachste mia.
Oder
Ick liebe dir, ick liebe dich,
Wie’t richtig is, dit weeß ick nich’
Un’ is mich ooch Pomade.
Ick lieb’ dir nich im dritten Fall,
Ick lieb’ dir nich im vierten Fall,
Ick liebe dir uff jeden Fall.
– Langenscheidt Lilliput Berlinerisch, Berlin und München 2008
Nach neueren Untersuchungen folgt hier das Berlinische jedoch dem neueren Niederdeutschen, wo es nur den Objektfall als dritten und letzten Kasus gibt. Das Berlinische kennt jedoch keine spezielle Beugungsform eines Objektfalls, sodass zur Objektnennung wahlweise Akkusativ oder Dativ eingesetzt wird, der (ursprünglich scherzhaft) auch „Akkudativ“ genannt wird. Welche Beugungsform erscheint, hängt nicht von grammatikalischen Regeln ab, sondern erfolgt mehr nach klanglichen Gesichtspunkten – im obigen Beispiel durch Reim auf nich.
Ick hab da een Problem:
Ick sollte ma wat schäm.
Ick schäm mir aba nich.
Wat hältste nu von mich?
– Robert Gernhardt: Gesammelte Gedichte, Frankfurt 2006.
„Der Berliner sagt immer mir, ooch wenn't richtig is.“ (Peter Schlobinski).
Bei den meisten Substantiven verwendet der Berliner die Formen des Akkusativ, da sie sich leichter aussprechen. Dies gilt umso mehr, wenn ganze Artikel durch Präpositionen gebunden werden können. Ein Endungs-e kann dabei auch als Verkürzung eines geschlechtslosen de statt der/die/das gesehen werden:
- mit der Freundin → mitta Freundin → mitte Freundin
- mit den Leuten → mittn Leutn → mitte Leute

Bei den Personalpronomen ist die Dativform geläufiger. Im Niederdeutschen ist die Objektform von dir / dich und mir / mich ein einfaches di und mi. Das hochsprachliche mir und dir steht dem klanglich näher, sodass es regelmäßig bevorzugt und oftmals zusätzlich verschleift wird. Um eine Verwechselung des Dativs mit dem Akkusativ handelt es sich jedoch dabei nicht, lediglich um einen verkürzten Gleichklang:
- Das habe ich mich gefragt. → Dit ha’ickmi’ jefracht. → Dit ha’ickma jefracht.

In den wenigen Fällen des Hochdeutschen, wo nach einem Verb zwei direkte Objekte gefordert werden, wird im Berlinischen das zweite Objekt regelmäßig mittels zusätzlicher Präposition gegenüber markiert:
- Ich bevorzuge Matthias (Akkusativ) gegenüber Hans (Dativ).

#### Der sogenannte „Gendativ“
Der Genitiv wird im Berlinischen nahezu durchgehend ersetzt. Der Trend im Hochdeutschen und anderen europäischen Sprachen (z. B. Englisch), präpositional geforderte Genitive durch Dativ zu ersetzen (wegen-wem) ist im Berlinischen durchgehend für alle präpositionalen Formen, und darüber hinaus auch häufig für direktes Genitiv anzutreffen. Zur Unterscheidung von anderen Objektformen kann es dazu mit zusätzlicher Präposition von markiert werden:
- die Schwester meines Freundes → die Schwester von meinem Freund (die Schwesta von mein’m Freund)
- wegen dieses Vogels → weg’n dies’m Vogel (wee’gn de’m Voorel)
- während des Spiels → währ’nd’m Spiel (weamptn Spiel)

Die generelle Nicht-Unterscheidung aller Fälle ist eher mundartlich. Das Berlinische hat dabei eine Tendenz, nur Subjekt und direktes Objekt in seiner Lautung zu unterscheiden. So kann ein durch Dativ ersetzter Genitiv auch durchaus in der Beugungsform eines Akkusativ erscheinen. Dies ist im Sprachgebrauch jedoch selten:
- Hast du mich nicht gesehen? → Haste mir nich jeseh’n? – „Hast ma nich jesehn?“
- wegen der Hitze → wegen die Hitze (wee’ng di Hitze)

Diese Deutung ist allerdings umstritten. Meistens erscheint Nichtberlinern bereits der verkürzte Gleichklang von „mir“ und „mich“ zu „ma“ bzw. „mi“ oder von „der“ und „di“ zu „de“ als eine Verwechselung von Genitiv und Dativ.

#### Betonungsformen auf „e“
Zur Betonung eines Wortes kann ein e angefügt werden, besonders wenn dieses Wort alleine steht. Dieses Phänomen existiert regelmäßig in anderen Sprachen, etwa im Französischen, wo zwischen unbetontem je („pronom conjoint“ ~ verbundenes Pronomen) und betontem moi („pronom disjoint“ ~ unverbundenes Pronomen) unterschieden wird. Zu den häufig anzutreffenden Formen gehören:
- ick → icke
- jetz → jetze
- dit → ditte
- drin → drinne
- sechs → sechse
- dünn → dünne

### Erweiterter Infinitiv mit „zu“
Der Gebrauch von Infinitiven mit oder ohne zu stimmt nicht immer mit dem Hochdeutschen überein. Diese Eigenart geht auch gebildeten und ausschließlich Hochdeutsch sprechenden Berlinern in der Regel nicht verloren, selbst im Schriftgebrauch.
- Haste nüscht bess’ret zu tun als’n janz’n Tach rumsitzen? (statt: rumzusitzen)
- Ick hab’m Buch uff’m Tisch zu lieng. (statt: uff’m Tisch lieng)

Meistens wird brauchen ohne zu gebraucht. Hinzu kommt, dass die dritte Person Einzahl ohne t gebildet wird, wodurch brauchen im Berlinischen zu den Hilfsverben gezählt werden kann.
- Dann braucht er es nicht zu machen. → Denn brauchat nich mach’n.[4]

## Alternative Schreibweise mit diakritischen Zeichen
Wenn eine stärkere lautliche Darstellung gewünscht ist, so bietet es sich an, Lautersetzungen durch diakritische Zeichen zu markieren. Dies vermeidet, dass der Leser intuitiv versucht ist, einen Rechtschreibfehler zu vermuten statt einer regelmäßigen Lautersetzung.
- Einzig für den ɣ-Laut findet sich eine Schreibung als gh, da dies in hochdeutscher Schreibung nicht vorkommt, von Linguisten jedoch schon regelmäßig als Vereinfachung eines diakritisch markierten g verwendet wird (ĝ).
- Wenn eine diakritische Markierung mit Zirkumflex-Buchstaben erfolgt, dann können viele Ersetzungen regelmäßig geschrieben werden, darunter er→â (gesprochen kurzes offenes a), g→ĵ (gesprochen zwischen g und r), i→î (gesprochen als ü), und optional e→ê (gesprochen geschlossenes langes e), – meen Vâlêĵâ hat nîscht jesaĵt dazu. (Die Verwendung von ĵ statt ĝ bietet sich an, da die j-Lautung im weiteren Berlinischen dominiert).

- Andere Buchstabenersetzungen sind möglich. Analog zum skandinavischen å, das eine Verschiebung von a zu o kennzeichnet, bietet sich in berlinischer Schreibweise ein åu an, das eine Verschiebung von au zu o kennzeichnet (Baum zu Båum). Nach Vokal erfährt l oft eine Aufweichung, die man auch als ł schreiben kann, in Anlehnung an das polnische ł (willst zu wiłłst, alles zu ałłet). Ein stimmhaftes d wird dabei stumm (Entschuldigung zu Tschułłjung).